# Paramydas igniticornis
Paramydas igniticornis is een vliegensoort uit de familie Mydidae. De wetenschappelijke naam van de soort is, geplaatst in het geslacht Mydas, voor het eerst geldig gepubliceerd in 1857 door Bigot.
De soort komt voor in Chili.